# The Early Years: 1990-1995
The Early Years 1990-1995 är ett samlingsalbum från 2001 med tidigare outgivna låtar och liveinspelningar från punkbandet The Casualties tidiga år, innan de släppte sin första skiva 1997.

## Låtlista
1. "Political Sin" - 1:48
2. "Destruction and Hate" - 2:42
3. "Ugly Bastards" - 1:59
4. "Bored and Glued" - 1:40
5. "Punk Rock Love" - 2:00
6. "40oz Casualties" - 1:45
7. "Oi! Song" - 1:29
8. "25 Years Too Late" - 1:50
9. "For the Punx" - 2:44
10. "Drinking is Our Way of Life" - 2:30
11. "Kill the Hippies" - 1:31
12. "No Life" - 2:20
13. "Two Faced" - 1:57
14. "Politicians" - 2:16
15. "Casualties" - 1:44
16. "Two Faced" - 1:51
17. "Fuck You All" - 2:39
18. "On the Streets" - 2:43 (live)
19. "Ugly Bastards" - 2:03 (live)
20. "Blind Following" - 1:18 (live)
21. "Washed Up" - 2:01 (live)
22. "Don't Tell the Truth" - 1:20 (live)
23. "Oi! Song" - 1:39 (live)
24. "40oz Casualty" - 2:02 (live)
25. "Rock and Roll Kids" - 1:28 (live)
26. "Destruction and Hate" - 2:53 (live)
27. "Punk Rock Love" - 1:59 (live)